# Distretto di Mossurize
Il distretto di Mossurize è un distretto del Mozambico, facente parte della Provincia di Manica.

## Suddivisioni amministrative
Il distretto è suddiviso in tre sottodistretti amministrativi (posti amministrativi):
- Chiurairue
- Dacata
- Espungabera